# Tydemanella typica
Tydemanella typica is een eenoogkreeftjessoort uit de familie van de Miraciidae. De wetenschappelijke naam van de soort is voor het eerst geldig gepubliceerd in 1909 door Scott A..